# Valószínűségi változó
A valószínűségi változó a valószínűségszámítás egyik legfontosabb fogalma. Lényegében olyan jelenségek matematikai megfogalmazására, modellezésére alkalmas, melyek véletlentől függő értéket vesznek fel. Ilyen lehet például egy kockadobás eredménye, egy folyó vízállása vagy az utcán szembe jövő emberek testmagassága. Formálisan, a valószínűségi változó egy kimenetelt jellemez, nem feltétlenül számszerűen. Nem számszerű véletlen változó lehet mozgásirány, permutáció vagy gráf is, vagy akármilyen más matematikai objektum. Egy kimenetelhez különféle valószínűségi változó rendelhető, amit realizációnak, sztochasztikus folyamat esetén útnak neveznek.
Bár a valószínűségi változó szemléletes jelentése viszonylag könnyen megragadható, a precíz matematikai meghatározás a huszadik századig váratott magára, és egészen komoly függvénytani illetve mértékelméleti eszközöket használ fel.

## Matematikai definíció
Az {\displaystyle (\Omega ,{\mathcal {A}},P)} valószínűségi mező {\displaystyle \Omega } eseményterén értelmezett valós értékű {\displaystyle X:\Omega \rightarrow \mathbb {R} } függvény pontosan akkor valószínűségi változó, ha
{\displaystyle \left\{\omega \in \Omega :X(\omega )\leq x\right\}\in {\mathcal {A}}\qquad \forall x\in \mathbb {R} }
A mértékelmélet kifejezéseivel élve ez úgy fogalmazható meg, hogy ha a valószínűségi mezőt mint mértékteret tekintjük, akkor a valószínűségi változók pontosan az A-mérhető függvények.
Tulajdonképp a definíció azt követeli meg, hogy úgy rendeljünk számokat az eseménytér elemeihez – azaz az elemi eseményekhez – hogy az így kapott függvény „jól viselkedjen” a {\displaystyle P} valószínűségi mérték szerinti integrálás szempontjából. Ez a követelmény ahhoz kell, hogy a valószínűségi változó viselkedésének leírásában, vizsgálatában lehessen kamatoztatni a függvénytan olyan eszközeit, mint az integrál- vagy a differenciálszámítás. A definíció egyenes következménye, hogy a valószínűségi változó eloszlásfüggvénye a megszokott módon definiálható.

### Valós valószínűségi változók
Valós valószínűségi változók esetén az eseménytér {\displaystyle \mathbb {R} }, események a Borel-halmazok. Ezzel az általános definíció így alakul:
A valós valószínűségi változó egy {\displaystyle X\colon \Omega \to \mathbb {R} } függvény, ami {\displaystyle \Omega } minden {\displaystyle \omega } kimeneteléhez hozzárendel egy valós számot, továbbá teljesíti a mérhetőségi kikötést:
{\displaystyle \forall x\in \mathbb {R} :\ \lbrace \omega \mid X(\omega )\leq x\rbrace \in \Sigma }
Szavakkal, ez azt fejezi ki, hogy azoknak a kimeneteleknek a halmaza, amelyek realizációja egy érték alá esik, esemény.
A példában ilyen a két kockával dobás {\displaystyle X_{1}}, {\displaystyle X_{2}} és {\displaystyle S} valószínűségi változó.

### Valószínűségi vektorváltozók
Egy valószínűségi vektorváltozó egy {\displaystyle X\colon \Omega \to \mathbb {R} ^{n}} leképezés, ahol {\displaystyle n\in \mathbb {N} } dimenzió. Ekkor {\displaystyle X=(X_{1},\dotsc ,X_{n})} koordinátái {\displaystyle X_{i}\colon \Omega \to \mathbb {R} } valószínűségi változók, amelyek ugyanazon az eseménytéren vannak definiálva. Ekkor {\displaystyle X} eloszlása többdimenziós, és az {\displaystyle X_{i}} koordináták eloszlása peremeloszlás. A várható érték és a szórásnégyzet (vigyázat, nem szórás!) megfelelői többdimenziós eloszlás esetén a várható értékek vektora és a kovarianciamátrix.
A példában {\displaystyle X=(X_{1},X_{2})} kétdimenziós eloszlású valószínűségi változó.
A valószínűségi vektorváltozók nem tévesztendők össze a valószínűségi vektorral. A valószínűségi vektorok adott {\displaystyle n} esetén {\displaystyle n} elemű halmaz elemei közötti átmenetek valószínűségeit írják le; {\displaystyle \mathbb {R} ^{n}} elemei, minden koordinátájuk pozitív, és összegük 1.

### Komplex valószínűségi változók
A komplex eset nem különbözik lényegesen a valós kétdimenziós esettől. A képtér {\displaystyle \mathbb {C} }, ezen az események a {\displaystyle \mathbb {C} } és {\displaystyle \mathbb {R} ^{2}} kanonikus megfeleltetésből adódó Borel-halmazok. {\displaystyle X} komplex valószínűségi változó, ha {\displaystyle \operatorname {Re} (X)} és {\displaystyle \operatorname {Im} (X)} is valós valószínűségi változó.

## Példák

### Pénzfeldobás
A pénzfeldobást leíró valószínűségi változó valószínűségi mezeje a következő:
- az {\displaystyle \Omega } eseménytér a fej és az írás elemekből áll:

{\displaystyle \Omega =\left\{F,I\right\}},
- az események {\displaystyle {\mathcal {A}}} σ-algebrája az {\displaystyle \Omega } összes részhalmazából (vagyis az {\displaystyle \Omega } hatványhalmazából) áll:

{\displaystyle {\mathcal {A}}=\left\{\emptyset ,\Omega ,\left\{F\right\},\left\{I\right\}\right\}}
- a {\displaystyle P} valószínűségi mérték a következő:

{\displaystyle P(\emptyset )=0;\qquad P\left(\left\{F\right\}\right)=1/2;\qquad P\left(\left\{I\right\}\right)=1/2;\qquad P\left(\left\{F,I\right\}\right)=1.}
Ekkor valószínűségi változó például a következő {\displaystyle X:\Omega \rightarrow \mathbb {R} } függvény:
{\displaystyle X(\omega )={\begin{cases}1,&{\text{ha }}\omega =F,\\2,&{\text{ha }}\omega =I\end{cases}}}
Ez a valószínűségi változó az 1 értéket veszi fel, ha fejet dobunk és a 2 értéket, ha írást.

### Kockadobás
Hasonlóan a kockadobást leíró valószínűségi változó valószínűségi mezeje a következő:
- az {\displaystyle \Omega } eseménytér 6 elemből áll, az egyes dobásból, a kettes dobásból, … a hatos dobásból
- az események {\displaystyle {\mathcal {A}}} σ-algebrája most is az {\displaystyle \Omega } összes részhalmazából áll,
- a {\displaystyle P} valószínűségi mérték most a következő: bármely {\displaystyle H\subseteq \Omega } esetén

{\displaystyle P(H)={\frac {\left|H\right|}{6}}}
vagyis a {\displaystyle P} minden elemi eseményhez 1/6 valószínűséget rendel, és az olyan {\displaystyle H} eseményekhez, melyek {\displaystyle n} elemi eseményt tartalmaznak, {\displaystyle n/6}-ot.
A kockadobást leíró valószínűségi változót kapunk a következő függvénnyel: {\displaystyle X:\Omega \rightarrow \mathbb {R} } olyan, hogy az "egyes dobás" elemi eseményéhez az 1-es számot, a "kettes dobás" elemi eseményéhez a 2-es számot stb. a "hatos dobás" elemi eseményéhez a 6-os számot rendeli.
Ez a valószínűségi változó mindig azt az egész számot veszi fel, amit dobtunk. Azt is lehet látni, hogy ha nem pont az {1, 2, 3, 4, 5, 6} halmaz lenne az értékkészlete X-nek, hanem például a {2, 4, 6, 8, 10, 12} akkor is a kockadobás véletlen kimeneteit modellezné csak más értékekkel.

### Dobás két kockával

Két kockán dobott számok összege:

Két, egymástól megkülönböztethető kockával való dobás modellezhető a következő {\displaystyle (\Omega ,\Sigma ,P)} valószínűségi térrel:
- {\displaystyle \Omega } a 36 kimenetel: {\displaystyle \Omega =\{(1,1),(1,2),\dotsc ,(6,5),(6,6)\}}
- {\displaystyle \Sigma } az {\displaystyle \Omega } hatványhalmaza
- Ha feltesszük, hogy a kockák szabályosak, akkor az összes kimenetel valószínűsége ugyanaz. Ekkor a valószínűségi mérték {\displaystyle P\left(\{(n_{1},n_{2})\}\right)={\tfrac {1}{36}}} ha {\displaystyle n_{1},n_{2}\in \{1,2,3,4,5,6\}}.

A következőkben az {\displaystyle X_{1}} az első, {\displaystyle X_{2}} a második kockával dobott szám, {\displaystyle S} pedig az összegük. Ezek definíciója a következő:
1. {\displaystyle X_{1}\colon \Omega \to \mathbb {R} ;\quad \left(n_{1},n_{2}\right)\mapsto n_{1},}
2. {\displaystyle X_{2}\colon \Omega \to \mathbb {R} ;\quad \left(n_{1},n_{2}\right)\mapsto n_{2},} és
3. {\displaystyle S\colon \Omega \to \mathbb {R} ;\quad \left(n_{1},n_{2}\right)\mapsto n_{1}+n_{2},}

ahol {\displaystyle \Sigma '} a valós számokon értelmezett Borel-algebra.

## Eloszlás
A valószínűségi változóhoz kapcsolódik a képtéren indukált valószínűségi eloszlás. A két fogalmat szinonímaként is használják. Formálisan, ha {\displaystyle X\;} valószínűségi változó, akkor {\displaystyle \;P^{X}} eloszlását mint a {\displaystyle P\;} valószínűség képmértékét értelmezik, azaz
{\displaystyle \;P^{X}(A)=P\left(X^{-1}(A)\right)} minden {\displaystyle A\in \Sigma '} esetén,
ahol {\displaystyle \Sigma '} az {\displaystyle X} valószínűségi változó képterében adott σ-algebra is.
A {\displaystyle \;P^{X}} jelölés mellett előfordul {\displaystyle P_{X},X(P)\;} és {\displaystyle P\circ X^{-1}} is.
Például ha normális eloszlású valószínűségi változóról van szó, akkor azzal egy valós értékű valószínűségi változóra gondolnak, aminek eloszlása egy normális eloszlásnak felel meg.
A valószínűségi tulajdonságok kifejezhetők csak a valószínűségi változók közös eloszlása alapján. Nem szükséges ehhez ismerni a valószínűségi mezőt, amin a valószínűségi változók definiálva vannak.
Gyakran eloszlás- vagy sűrűségfüggvényükkel adják meg a valószínűségi változókat, háttérben hagyva a valószínűségi mezőt. Ez a felfogás megengedett a matematikában, mindaddig, amíg valóban létezik az adott eloszláshoz valószínűségi mező. Azonban a konkrét eloszlás ismeretében konstruálható {\displaystyle (\Omega ,\Sigma ,P)} valószínűségi mező, ahol {\displaystyle \Omega =\mathbb {R} }, {\displaystyle \Sigma } a Borel-halmazok σ-algebrája, és {\displaystyle P} az eloszlásfüggvény által generált Lebesgue-Stieltjes-mérték. A valószínűségi változó az {\displaystyle X\colon \mathbb {R} \to \mathbb {R} } identikus leképezés: {\displaystyle X(\omega )=\omega }.
Több, de véges sok valószínűségi változó esetén is elég a közös eloszlásfüggvényt megadni, a valószínűségi mezőt háttérben hagyva. Megszámlálható végtelen sereget megadva elég véges halmazok közös eloszlásfüggvényeit megadni. Maga a valószínűségi mező kevésbé kérdéses, mint az, hogy létezik-e közös valószínűségi mező megszámlálható végtelen esetben. Független esetben a kérdést Émile Borel oldotta meg, az egységintervallum és a Lebesgue-mérték felhasználásával. Egy lehetséges bizonyítás a kettes számrendszerben írt számok kettedesjegyeit egymásba skatulyázott Bernoulli-folyamatoknak tekinti (a Hilbert-hotelhez hasonlóan).
Az eloszlás a valószínűségi változó egyik legfontosabb függvénye, ami arról tájékoztat, hogy az milyen értéket milyen valószínűséggel vesz fel, vagy hogy egy megadott intervallumba esésnek mekkora a valószínűsége, például hogy kockával legfeljebb négyest dobunk.
Folytonos valószínűségi változó esetén a sűrűségfüggvény megkönnyíti annak kiszámítását, hogy mekkora annak a valószínűsége, hogy a változó egy adott intervallumba esik. További jellemző értékek a várható érték, a szórás és a magasabb rendű momentumok.

## A valószínűségi változók két nagy osztálya
A valószínűségi változók két leggyakrabban emlegetett fajtája a diszkrét és a folytonos valószínűségi változó. Szemléletesen a diszkrét valószínűségi változó olyan, ami elkülönült értékeket tud csak felvenni, a folytonos pedig olyan, ami – legalább egy intervallumon – bármilyen értéket felvehet. Diszkrét valószínűségi változó például az, ami egy kockadobás eredményét írja le, vagy azt, hogy egy üzletbe következőnek betoppanó 8 vendég közül hány férfi. Ezzel szemben folytonosnak tekinthető az a valószínűségi változó, ami azt írja le, hogy az ugyanebbe az üzletbe betoppanó következő vevő milyen magas, vagy hogy egy fáról leszüretelt őszibarack mekkora súlyú, hisz ezek a változók – legalábbis egy intervallumon – akármilyen értéket felvehetnek. (Ez a bekezdés csak szemlélteti a folytonos valószínűségi változók fogalmát, és nem teljesen pontos. A precíz matematikai meghatározás a bekezdés alján megadott szócikkben található.) A konstans valószínűségi változó is diszkrét (elfajult eloszlású): {\displaystyle X(\omega )=c} minden {\displaystyle \omega } esetén.
Fontos megjegyezni, hogy nem csak diszkrét és folytonos valószínűségi változók vannak, tehát ez a két osztály nem adja a valószínűségi változók osztályának partícióját. Se nem folytonos, se nem diszkrét például az a valószínűségi változó, ami a következő kísérletet írja le: feldobunk egy pénzérmét, ha az eredmény fej, akkor a valószínűségi változó értéke legyen 2 ha írás, akkor a valószínűségi változó vegyen fel egy számot véletlenszerűen a [0,1] intervallumon (egyenletes eloszlás szerint).
A folytonos és a diszkrét valószínűségi változókat azért érdemes elkülöníteni a valószínűségi változók nagy osztályából, mert ez a két osztály sok szempontból nagyon jól – és egymástól nagyon eltérően – viselkedik. A várható érték kiszámítására például a diszkrét valószínűségi változók esetében speciális és könnyen számolható képlet adódik, sűrűségfüggvénye pedig csak folytonos valószínűségi változónak lehet.
A pontos matematikai definíciókat az alábbi szócikkek tartalmazzák:
- folytonos valószínűségi változó
- diszkrét valószínűségi változó

## Valószínűségi változó további tulajdonságai

### Folytonosság
Egy valószínűségi változót több okból nevezhetnek folytonosnak.
- Ha van sűrűségfüggvénye. Ez azt jelenti, hogy eloszlásfüggvénye abszolút folytonos a Lebesgue-mérték szerint.[7]
- Ha eloszlásfüggvénye folytonos.[8] Ez azt jelenti, hogy minden {\displaystyle x\in \mathbb {R} } valószínűsége nulla, {\displaystyle P(\{X=x\})=0}

### Mérhetőség
Ha {\displaystyle X} valószínűségi változó az {\displaystyle \Omega } eseménytéren, és adva van a {\displaystyle g\colon \mathbb {R} \to \mathbb {R} } mérhető függvény, akkor {\displaystyle Y=g(X)} is valószínűségi változó az {\displaystyle \Omega } eseménytéren, mivel mérhető függvények kompozíciója szintén mérhető. A {\displaystyle g(X)} függvényt {\displaystyle X} transzformációjának nevezik.
Ekkor {\displaystyle Y} eloszlásfüggvénye
{\displaystyle F_{Y}(y)=\operatorname {P} (g(X)\leq y)}.
Az {\displaystyle ({\bar {\mathbb {R} }},{\mathcal {B}}({\bar {\mathbb {R} }}))} valószínűségi mezőn értelmezett {\displaystyle X} valószínűségi változó várható értéke:
{\displaystyle \operatorname {E} (X)=\int _{\Omega }X(\omega )\mathrm {d} P(\omega )\,}.

### Integrálhatóság és kvázi-integrálhatóság
Egy valószínűségi változó integrálható, ha várható értéke létezik és véges. Kvázi-integrálható, ha van várható értéke, de ennek nem kell végesnek lennie. Az integrálható változó kvázi-integrálható is.

### Példa a transzformációra
Legyen {\displaystyle X} valós, folytonos eloszlású valószínűségi változó, és {\displaystyle Y=X^{2}}. Ekkor
{\displaystyle F_{Y}(y)=\operatorname {P} (X^{2}\leq y).}
Esetszétválasztás {\displaystyle y} szerint:
{\displaystyle y<0:}
{\displaystyle {\begin{alignedat}{2}&&\operatorname {P} (X^{2}\leq y)&=0\\&\Rightarrow &F_{Y}(y)&=0\end{alignedat}}}
{\displaystyle y\geq 0:}
{\displaystyle {\begin{alignedat}{2}&&\operatorname {P} \left(X^{2}\leq y\right)&=\operatorname {P} \left(|X|\leq {\sqrt {y}}\right)\\&&&=\operatorname {P} \left(-{\sqrt {y}}\leq X\leq {\sqrt {y}}\right)\\&\Rightarrow &F_{Y}\left(y\right)&=F_{X}\left({\sqrt {y}}\right)-F_{X}\left(-{\sqrt {y}}\right)\end{alignedat}}}

### Standardizálás
Egy valószínűségi változó standardizált, ha várható értéke 0 és szórása 1. Egy {\displaystyle Y} valószínűségi változó standardizáltja:
{\displaystyle Z={\frac {Y-\operatorname {E} (Y)}{\sqrt {\operatorname {Var} (Y)}}}}
Ez az {\displaystyle Y} valószínűségi változót standard valószínűségi változóvá való transzformálása.

### Egyebek
- Időben összefüggő valószínűségi változók sztochasztikus folyamatként foghatók fel.
- Egy valószínűségi változó realizációinak sorozatát véletlen sorozat.
- Egy {\displaystyle X:\Omega \to \mathbb {R} ^{n}} valószínűségi változó generálja az {\displaystyle {\mathcal {F}}_{X}({\mathcal {B}}):=\{X^{-1}(B)|B\in {\mathcal {B}}(\mathbb {R} ^{n})\}} σ-algebrát, ahol {\displaystyle {\mathcal {B}}(\mathbb {R} ^{n})} az {\displaystyle \mathbb {R} ^{n}} tér Borel-algebrája.

## Több valószínűségi változó kapcsolata

### Függetlenség
Két valószínűségi változó, {\displaystyle X,Y} független, ha bármely két intervallum, {\displaystyle [a_{1},b_{1}]} és {\displaystyle [a_{2},b_{2}]} esetén az {\displaystyle E_{X}:=\{\omega |X(\omega )\in [a_{1},b_{1}]\}} és {\displaystyle E_{Y}:=\{\omega |Y(\omega )\in [a_{2},b_{2}]\}} események függetlenek. Ekkor {\displaystyle P(E_{X}\cap E_{Y})=P(E_{X})P(E_{Y})}.
A két kockával dobást bemutató példában {\displaystyle X_{1}} és {\displaystyle X_{2}} függetlenek, de {\displaystyle X_{1}} és {\displaystyle S} nem. Például, ha {\displaystyle X_{1}=4,} akkor {\displaystyle S} nem lehet 2 vagy 3.
Több valószínűségi változó, {\displaystyle X_{1},X_{2},\dotsc ,X_{n}} függetlensége azt jelenti, hogy az {\displaystyle X=\left(X_{1},X_{2},\dotsc ,X_{n}\right)} valószínűségi vektorváltozó valószínűsége megfelel a {\displaystyle P_{X_{1}},P_{X_{2}},\dotsc ,P_{X_{n}}} szorzatmértékének.
Például a három kockával való dobás esetén értelmezhető az {\displaystyle (\Omega ,\Sigma ,P)} valószínűségi mező mint:
{\displaystyle \Omega =\{1,2,3,4,5,6\}^{3}},
{\displaystyle \Sigma } az {\displaystyle \Omega } hatványhalmaza és
{\displaystyle P\left(\left(n_{1},n_{2},n_{3}\right)\right)={\frac {1}{6^{3}}}={\frac {1}{216}}}
Ekkor a {\displaystyle k}-adik kockával dobás eredménye
{\displaystyle X_{k}\left(n_{1},n_{2},n_{3}\right)=n_{k}} ha {\displaystyle k\in \{1,2,3\}}.
Szintén lehetséges konstruálni adott eloszlású független valószínűségi változók tetszőleges családjának megfelelő valószínűségi mezőt.

### Azonos eloszlás
Két vagy több valószínűségi változó azonos eloszlású, ha indukált valószínűségeloszlásaik megegyeznek. A két kockával való dobás {\displaystyle X_{1}}, {\displaystyle X_{2}} valószínűségi változói azonos eloszlásúak, de {\displaystyle X_{1}} és {\displaystyle S} nem.

### Függetlenség és azonos eloszlás
Gyakran vizsgálják valószínűségi változók sorozatát, amelyek függetlenek és azonos eloszlásúak; ezeket független azonos eloszlású valószínűségi változóknak nevezik.
Három kockával való dobáskor {\displaystyle X_{1}}, {\displaystyle X_{2}} és {\displaystyle X_{3}} független azonos eloszlású valószínűségi változók. Az első két kockával dobás összege {\displaystyle S_{1,2}=X_{1}+X_{2}} és a második és harmadik kockával dobás összege {\displaystyle S_{2,3}=X_{2}+X_{3}} azonos eloszlású, de nem független. Ezzel szemben {\displaystyle S_{1,2}} és {\displaystyle X_{3}} független, de nem azonos eloszlású.

### Felcserélhetőség
Valószínűségi változók felcserélhető családjai azok a családok, ahol az eloszlások változatlanok maradnak, ha a családban véges sok valószínűségi változót felcserélnek. Ez megköveteli az azonos eloszlást, de a függetlenséget nem.

## A valószínűségi változót jellemző függvények
- eloszlásfüggvény
- sűrűségfüggvény
- karakterisztikus függvény
- generátorfüggvény

## A valószínűségi változót jellemző értékek
- várható érték
- szórás
- kvantilisek
- momentumok
- ferdeség
- lapultság (csúcsosság)
- medián
- módusz

## Fontosabb valószínűségi eloszlások
- Bernoulli-eloszlás
- béta-eloszlás
- binomiális eloszlás
- Borel-eloszlás(wd) (Borel–Tanner-eloszlás)
- Breit–Wigner-eloszlás
- Cauchy-eloszlás
- Dirichlet-eloszlás(wd)
- egyenletes eloszlás
- elfajult eloszlás
- Erlang-eloszlás
- exponenciális eloszlás
- F-eloszlás
- gamma-eloszlás (Γ-eloszlás)
- Gauss-eloszlás
- geometriai eloszlás
- hiperexponenciális eloszlás(wd)
- hipergeometrikus eloszlás
- indikátor eloszlás
- karakterisztikus eloszlás
- khí-négyzet eloszlás (χ²-eloszlás)
- logisztikus eloszlás(wd)
- lognormális eloszlás (logaritmikusan normális eloszlás, logaritmiko-normális eloszlás)
- Markov–Pólya–Eggenberger-eloszlás
- negatív binomiális eloszlás
- normális eloszlás (normál eloszlás)
- Pareto-eloszlás
- Pascal-eloszlás
- Pearson-féle eloszlások
- Poisson-eloszlás
- polihipergeometrikus eloszlás
- polinomiális eloszlás
- Student-eloszlás
- t-eloszlás
- valódi eloszlás
- Weibull-eloszlás (Weibull–Gnedenko-eloszlás)

## Fordítás
Ez a szócikk részben vagy egészben  a   Zufallsvariable című német Wikipédia-szócikk fordításán alapul.  Az eredeti cikk szerkesztőit annak laptörténete sorolja fel. Ez a jelzés csupán a megfogalmazás eredetét és a szerzői jogokat jelzi, nem szolgál a cikkben szereplő információk forrásmegjelöléseként.